# کمک‌های مالی و وام‌های خارجی دولت محمود احمدی‌نژاد
این مقاله به بررسی ها و وام‌ها، کمک‌های بلاعوض و سرمایه‌گذاری‌های انجام شده یا وعده داده شده  در کشورها و سازمان‌های خارجی در دولت احمدی نژاد میپردازد.

## پاکستان
در فروردین ۱۳۸۸ منوچهر متکی، وزیر امور خارجه دولت محمود احمدی نژاد برای شرکت در کنفرانس بین‌المللی پاکستان، راهی ژاپن شد و در این نشست، جمهوری اسلامی متعهد شد مبلغ ۳۳۰ میلیون دلار به پاکستان کمک کند.

## سوریه
- کمک به سوریه :هانس روله روزنامه نگار و رئیس پیشین ستاد برنامه‌ریزی وزارت دفاع آلمان در مقاله‌ای که در آخرین روزهای سال ۱۳۸۷ در روزنامه سوئیسی نویه‌تسورشه تسایتونگ منتشر ساخت مدعی شد که اسرائیل با استفاده از اطلاعاتی که از یک ایرانی فراری (به گفته رسانه‌ها علی‌رضا عسگری) بدست آورده بود تأسیسات هسته‌ای سوریه را که با سرمایه‌گذاری ایران و کمک فنی کره شمالی ساخته و در آستانه راه اندازی بود، بمباران و نابود کرده‌است. اسرائیل میزان سرمایه‌گذاری ایران در برنامه اتمی سوریه را بین ۱ تا ۲ میلیارد دلار تخمین زده‌است. روشن نیست که همه این سرمایه‌گذاری در زمان دولت احمدی نژاد بوده یا دولت‌های قبل هم در این سرمایه‌گذاری سهیم بوده‌اند.دولت ایران هیچ واکنشی پیرامون این مقاله نشان نداد.[۲][۳]

## عراق
- در جریان سفر محمود احمدی نژاد به عراق در اسفند ۱۳۸۶ وام یک میلیارد دلاری با بازپرداخت ۴۰ سال به این کشور برای خرید کالا و خدمات ایرانی ارائه گردید. هیچ مذاکره‌ای پیرامون غرامت جنگ هشت ساله عراق علیه ایران صورت نگرفت.[۴][۵][۶]

- در فروردین ۱۳۸۸، حسن کاظمی قمی سفیر دولت محمود احمدی نژاد در عراق اعلام کرد جمهوری اسلامی، یک بیمارستان ۲۲۰ تخت خوابی، ۱۷ مدرسه و یک نیروگاه ۲۵۰ مگاواتی برق در عراق احداث خواهد کرد.[۷]

- در تیرماه ۱۳۹۱، ساخت نیروگاه حیدریه با ظرفیت ۵۰۰ مگاوات در منطقهٔ الحیدریهٔ نجف آغاز شد که هزینهٔ ساخت آن بیش از ۴۰۰ میلیارد تومان برآورد می‌شود. ساخت این نیروگاه در حالی صورت می‌گیرد که دولت عراق بابت واردات روزانهٔ برق از ایران بیش از  ۵۰۰ میلیون دلار به ایران بدهی دارد و از سوی دیگر وزارت نیروی ایران بیش از پنج هزار میلیارد تومان به پیمانکاران و سازندگان بخش خصوصی بدهکار است؛ همچنین تأمین منابع مالی برای پیشبرد طرح‌های برقی ایران به منظور جلوگیری از خاموشی‌ها با مشکل مواجه‌است. عبدالحمید فرزام بهبودی (مدیرکل دفتر مبادلات و تجارت برون مرزی شرکت مدیریت شبکه برق ایران) در این زمینه اعلام کرد:

«ایران یک واحد ۱۶۲ مگاواتی از این نیروگاه را به زائران و اهالی استان‌های کربلا و نجف اهدا می‌کند و ساخت این واحد گازی ۱۶۲ مگاواتی از نیروگاه الحیدریه نجف با تمام هزینه‌های جانبی آن توسط وزارت نیرو تامین می‌شود.[…] یک واحد گازی دیگر و واحد بخار را عراق از شرکت مپنا خریداری می‌کند.»

## سریلانکا
- وام بدون بهره ۱ میلیارد و ۹۵۰ دلاری: در جریان سفر رئیس‌جمهور این کشور به ایران در اردیبهشت ۱۳۸۷ این کشور کمک وامی به ارزش یک میلیارد و نهصد میلیون دلار برای توسعه صنعت نفت و پروژه‌های عمرانی دیگری از جمله ساخت نیروگاه برق-آبی یکصد مگاواتی "اوما اویاً، توسعه ظرفیت تنها پالایشگاه این کشور، توسعه بخش کشاورزی و آبیاری و برای برق‌رسانی به منازل دریافت داشت.

شرایط قرارداد اعلام نشد تنها مدت زمان بازپرداخت آن ۱۰ سال اعلام شد.
گفته می‌شود سریلانکا حاضر بود با پرداخت سود ۱۰٪ این وام را دریافت کند، اما در نهایت پس از سفر رئیس جمهور سریلانکا به ایران و با دخالت یکی از سیاست‌مداران ایرانی این وام بدون بهره پرداخت شد و بلافاصله باعث افزایش ارزش پول این کشور شد. گفتنی است ۷۰ درصد نفت این کشور از سوی ایران تأمین می‌شود.
- فروش نسیه نفت و واردات چای: بر اساس توافق طرفین، ایران مبلغ حاصل از فروش نفت به سریلانکا را با تاخیر دریافت خواهد کرد.[۱۳] همچنین در مورد افزایش صادرات چای سریلانکا به ایران توافق شده، به‌طوری‌که از این پس سریلانکا سالیانه ۳۰ هزار تن چای به ایران صادر می‌کند. این میزان برابر ده درصد کل صادرات این کشور به ایران است[۱۱].
- وام ۶۵ میلیون دلاری برای برق رسانی به مناطق روستایی آن کشور.[۱۴]

## لبنان
- کمک صد میلیون دلاری برای تکمیل جاده‌ای درجنوب لبنان[۱۵]

- کمک ۲۵ میلیون دلاری برای بازسازی جاده در لبنان
- راه اندازی ستاد کمک به بازسازی پس از جنگ در لبنان[۱۶][۱۷]

## بولیوی
رسانه‌ها اخباری را از توافق برای وام و سرمایه گذاری ایران منتشر کردند گرچه در یکی از اسناد ویکی لیکس که در سال ۲۰۰۸ تنظیم شده به نقل از رئیس کمیته روابط بین الملل مجلس بولیوی آمده است :"ایرانی‌ها گفته‌اند که این کمک‌های بشردوستانه نیست بلکه شرط دارد. هر ریالی که داده می‌شود، حساب می‌شود و باید در عوض جبران شود."
- سرمایه گذاری یک میلیارد دلاری: در جریان سفر احمدی نژاد به بولیوی توافقنامه‌هایی به ارزش یک میلیارد دلار برای سرمایه‌گذاری ایران در آن کشور امضا شد.خبرگزاری آسوشیتدپرس امضای این توافقنامه‌ها را «گشودن کیف پول ملت ایران برای شهروندان بولیوی» توصیف کرد.[۱۹]
- وام ۲۲۵ میلیون دلاری (بطور مشترک با ونزوئلا):این وام برای ساخت کارخانه سیمان مشترکا با ونزوئلا پرداخت شد. خبرگزاری‌ها این وام را از آنجهت دارای انگیزه‌های سیاسی دانستند که کارخانجات سیمان در بولیوی تحت کنترل مخالفان دولت است.[۲۰]
- مراکز درمانی:ساخت دو درمانگاه در بولیوی توسط هلال احمر ایران. کاردار ایران دربولیوی :«درمانگاه‌های دیگری نیز در سایر مناطق بولیوی برای ارائه خدمات پزشکی به شهروندان کم درآمد ساخته خواهد شد.» وزیر بهداشت بولیوی نیز گفت: «بدین شکل می‌توان خدمات درمانی رایگان در تمام کشور و همچنین به ساکنان مناطق مرزی پرو، برزیل و آرژانتین ارائه داد.»[۲۱]
- شبکه تلویزیونی:رییس جمهور بولیوی گفت که ایران شبکه‌ای تلویزیونی برای سراسر آمریکای لاتین راه اندازی خواهد کرد.[۲۲]

## سنت وینست
- کمک ۷میلیون دلاری: جزیره صدوهفده هزار نفری سنت وینست در آمریکای مرکزی پس از برقراری رابطه با جمهوری اسلامی بلافاصله کمکی به ارزش ۷ میلیون دلار برای ساخت فرودگاه دریافت کرد.[۲۳]

## افغانستان
- کمک صد میلیون دلاری: ایران در جریان اجلاس دو روزه کمک به افغانستان متعهد شد که علاوه بر کمک‌های قبلی ۱۰۰ میلیون دلار دیگر برای بازسازی افغانستان کمک کند.[۲۴]

## حماس
- کمک پنجاه میلیون دلاری: در تاریخ ۱۵ آوریل ۲۰۰۶ میلادی، منوچهر متکی وزیر خارجه دولت محمود احمدی‌نژاد در «سومین کنفرانس بین‌المللی قدس و حمایت از حقوق مردم فلسطین»، گفت: «نظام جمهوری اسلامی با الهام از خط و سیره بنیان‌گذار انقلاب اسلامی و رهنمودهای رهبر انقلاب، حمایت از آرمان فلسطین را در سر لوحه سیاست‌های خارجی خود قرار داده‌است». وی در این کنفرانس، خبر از بخشش پنجاه میلیون دلار به شبه‌نظامیان حرکت مقاومت اسلامی کرد که هم‌اینک کنترل نوار غزه را در اختیار دارند.[۲۵]
- کمک هفتاد میلیون دلاری: در تاریخ ۶ مارس ۲۰۰۶ میلادی، خالد مشعل رئیس دفتر سیاسی حماس در تهران اعلام کرد که «نظام جمهوری اسلامی متعهد شده‌است که به حماس کمک‌های مالی بیشتری بکند تا دولت تشکیلات خودگردان فلسطینی بتواند در مقابل تحریم‌های اقتصادی غرب، مقاومت کند».[۲۶]
- کمک دویست و پنجاه میلیون دلاری: اسماعیل هنیه پس از بازگشت از تهران به غزه، سفر خود به ایران را «تاریخی و بسیار موفقیت‌آمیز» توصیف کرد. منابع خبری وابسته به حماس، جزئیات کمک ۲۵۰ میلیون دلاری نظام جمهوری اسلامی ایران را برای هزینه‌کردن در این راه‌ها اعلام کردند:

یکصد میلیون دلار برای خرید انواع مایحتاج اساسی برای فلسطینی‌ها،
۶۰ میلیون دلار برای پرداخت مستمری به یک صد هزار کارگر بیکار فلسطینی،
۴۵ میلیون دلار برای پرداخت حقوق کارمندان دولت فلسطینی و تعیین مستمری ماهیانه برای خانواده‌های چند هزار زندانی امنیتی فلسطینی،
۲۰ میلیون دلار برای احداث خانه هائی برای آن شمار از فلسطینی هائی که خانه‌هایشان به دلیل شرکت یکی از اعضای خانواده در عملیات مسلحانه علیه اسرائیل ویران شده،
۱۵ میلیون دلار برای تاسیس خانه‌های فرهنگی و احداث اداراتی که به امور ملی فلسطینی‌ها رسیدگی کند
یک میلیون و هشتصد هزار دلار برای تعیین مستمری برای شماری از ماهی گیران فلسطینی در غزه.

## اکوادور
تامین مالی ساخت دو نیروگاه در اکوادور و همچنین ۴۰ میلیون دلار وام به «شرکت مالی ملی اکوادور».

## کومور
- احمدی نژاد ضمن سفر به این کشور هفتصد هزار نفری ۲ میلیون دلار به این کشور کمک کرد.[۲۹]
- ایران ساخت ۵۰۰ واحد مسکونی در این کشور را وعده داد.[۳۰]

## کنیا
این کشور نیز مشمول کمک ۱میلیون و پانصد هزار دلاری برای کمک به برنامه کشاورزی در آن کشور شد.

## زیمبابوه
- ۲ میلیون دلار کمک مالی برای تکمیل خط مونتاژ تراکتور [۳۲]
- به گفته وزیر ارتباطات این کشور، پس از از دیدار با سفیر ایران وعده کمک کمک ۳۹٫۶ میلیون دلاری ایران برای راه اندازی یک ایستگاه رادیویی در زیمبابوه داده شده‌است.[۳۳]

## نیکاراگوئه
- ایران برای حل بحران انرژی در این کشور ۳۵۰ میلیون دلار برای کمک به ساخت نیروگاه برق به این کشور کمک و همچنین ده هزار واحد مسکونی در این کشور احداث خواهد کرد.[۳۴][۳۵]
- ۲ میلیون دلار برای تکمیل پروژه‌های کشاورزی و بهداشتی [۳۲]

## گامبیا
- ۲ میلیون دلار برای خرید کشتی صیادی و طرح‌های کشاورزی [۳۲]

## تانزانیا
- ۱٫۵ میلیون دلار برای بخش بهداشتی و درمانی [۳۲]

## آلبانی
- ۱٫۲ میلیون دلار برای تکمیل پروژه‌های درمانی [۳۲]

## کنگو
- ۱٫۵ میلیون دلار برا تکمیل بیمارستان [۳۲]

## میانمار
- ۱ میلیون دلار برای تکمیل پروژه‌های کشاورزی و آبیاری و کشت و صنعت.[۳۲]

## اتیوپی
- ۲۹۰ هزار دلار برای بخش اول دیجیتالی کردن رادیوی این کشور.[۳۲]

## تاجیکستان
- ۵۰۰ هزار دلار برای مطالعه احداث تونل.[۳۲]

## کنیا
- ۱٫۵ میلیون دلار برای بخش‌های کشاورزی، دامپروری و آبیاری[۳۲]
- به نوشته یک روزنامه کنیایی احمدی نژاد در جریان سفر به آن کشور پیشنهاد ۱۰۶ میلیارد شیلینگی فروش نفت به آن کشور با تخفیف ۱۰٪ را ارائه کرده که مورد قبول دولتمردان آن کشور قرار نگرفته‌است.[۳۶]

## منبع
1. ↑  «ایران ۳۳۰ میلیون دلار به پاکستان کمک می‌کند ن». خبرگزاری آفتاب. ۲۸ فروردین ۱۳۸۸. بایگانی‌شده از اصلی در ۲۵ ژوئن ۲۰۰۹. دریافت‌شده در ۱۰ ژوئن ۲۰۰۹. کاراکتر line feed character در |عنوان= در موقعیت 44 (کمک)
2. ↑  «'یک فراری از ایران برنامه اتمی سوریه را فاش کرد'»، بی بی سی فارسی، ۲۹ اسفند ۱۳۸۷ بازیابی‌شده در ۲۲ مارس ۲۰۰۹.
3. ↑  «رابطه سردار فراری ایرانی با بمباران تأسیسات اتمی سوریه»، دویچه وله، ۲۰ مارس ۲۰۰۹[پیوند مرده] بازیابی‌شده در ۲۱ مارس ۲۰۰۹.
4. ↑  «نیمی از وام یک میلیارد دلاری ایران به عراق اختصاص یافت». ۴/۱۲/۲۰۰۹. تاریخ وارد شده در |تاریخ= را بررسی کنید (کمک)[پیوند مرده]
5. ↑  «وام یک میلیارد دلاری ایران به عراق». شهاب نیوز. اسفند ۱۳۸۶. بایگانی‌شده از اصلی در ۲۰ اوت ۲۰۰۸. دریافت‌شده در ۹ ژوئن ۲۰۰۹.
6. ↑  «پیشنهاد دوباره وام یک میلیارد دلاری ایران به عراق». بی بی سی فارسی. ۱۱ اسفند ۱۳۸۶.
7. ↑  «ایران یک بیمارستان ۲۲۰  تختخوابی و ۱۷  مدرسه در عراق می‌سازد». خبرگزاری آفتاب. ۲۴ فروردین ۱۳۸۸. بایگانی‌شده از اصلی در ۱۸ ژوئن ۲۰۰۹. دریافت‌شده در ۱۰ ژوئن ۲۰۰۹.
8. ↑  «هدیه برقی وزارت نیرو به عراق/ ساخت نیروگاه به صورت رایگان». خبرگزاری مهر. ۳۰ تیر ۱۳۹۱. بایگانی‌شده از اصلی در ۲۵ ژوئیه ۲۰۱۲.
9. ↑  «سرمایه‌گذاری دو میلیارد دلاری ایران در سریلانکا». رادیو زمانه. ۱۰ اردیبهشت ۱۳۸۷.
10. ↑  «بخشش دیگری به سریلانکا، از کیسه...». تابناک. ۸ آذر ۱۳۸۶. بایگانی‌شده از اصلی در ۲۸ اکتبر ۲۰۰۸. دریافت‌شده در ۲۱ اکتبر ۲۰۰۸.
11. 1 2  «افزایش ارزش پول سریلانکا پس از گرفتن وام ۵/۱میلیارد دلاری از ایران». تابناک. ۱۰ آذر ۱۳۸۶. بایگانی‌شده از اصلی در ۳۰ اکتبر ۲۰۰۸. دریافت‌شده در ۲۱ اکتبر ۲۰۰. تاریخ وارد شده در |تاریخ بازدید= را بررسی کنید (کمک)
12. ↑  «بخشش دیگری به سریلانکا، از کیسه...». تابناک. ۱ اردیبهشت ۱۳۸۷. بایگانی‌شده از اصلی در ۲۹ اکتبر ۲۰۰۸. دریافت‌شده در ۲۱ اکتبر ۲۰۰. تاریخ وارد شده در |تاریخ بازدید= را بررسی کنید (کمک)
13. ↑  «افزایش ارزش پول سریلانکا پس از گرفتن وام ۱/۵ میلیارد دلاری از ایران». نوروز نیوز. ۱۰ آذر ۱۳۸۶. بایگانی‌شده از اصلی در ۱۹ نوامبر ۲۰۰۹. دریافت‌شده در ۲۲ اکتبر ۲۰۰۸.
14. ↑  «برق‌رسانی به روستاهای سریلانکا با وام ایران»، تابناک، ۵ مرداد ۱۳۸۷، بایگانی‌شده از اصلی در ۱۳ اكتبر ۲۰۰۸، دریافت‌شده در ۲۳ مارس ۲۰۰۹ تاریخ وارد شده در |archive-date= را بررسی کنید (کمک) بازیابی‌شده در ۲۲ مارس ۲۰۰۹.
15. ↑  "Tehran offers 100 million dollars to rebuild a road in South Lebanon", iloubnan (به انگلیسی), August ۱۲, ۲۰۰۸, archived from the original on 29 April 2011, retrieved 23 March 2009 Retrieved on ۲۰۰۹-۰۳-۲۲.
16. ↑  «ایران یک کمک ۲۵ میلیون دلاری به لبنان اهدا کرد»، رادیو فردا، ۱۳ مرداد ۱۳۸۶ بازیابی‌شده در ۲۲ مارس ۲۰۰۹.
17. ↑  «گزارشی از کمک‌های جمهوری اسلامی برای بازسازی لبنان»، رادیو فردا، ۲۰ دی ۱۳۸۵ بازیابی‌شده در ۲۲ مارس ۲۰۰۹.
18. ↑  ttp://www.entekhab.ir/fa/news/41430
19. ↑  «سرمایه گذاری یک میلیارد دلاری ایران دربولیوی». رادیو فردا. ۶ مهر ۱۳۸۶.
20. ↑  «ایران به بولیوی هم وام داد». عصر ایران. ۲۰ مرداد ۱۳۸۷. بایگانی‌شده از اصلی در ۱۴ اکتبر ۲۰۰۸. دریافت‌شده در ۲۰ اکتبر ۲۰۰۸.
21. ↑  «ایران در بولیوی درمانگاه می‌سازد!». روزنامه آفتاب یزد - شماره ۲۴۷۷. ۲۹ مهر ۱۳۸۷. بایگانی‌شده از اصلی در 19 اكتبر 2008. دریافت‌شده در 20 اكتبر 2008. تاریخ وارد شده در |accessdate=،|archivedate= را بررسی کنید (کمک)
22. ↑  ««ایران یک کانال تلویزیونی برای همه آمریکای لاتین تاسیس می‌کند»». بی بی سی فارسی. ۳۰ بهمن ۱۳۸۶.
23. ↑  «نخست وزیر سنت وینسنت در پاسخ به اعتراض آمریکا: به نزدیک کردن روابط با ایران ادامه می‌دهیم». روزنامه آفتاب یزد. ۲۹ مهر ۱۳۷۸.
24. ↑  «صد میلیون دلار دیگر، کمک ایران به افغانستان». انتخاب. ۱۳ بهمن ۱۳۸۴.[پیوند مرده]
25. ↑  کمک ۵۰ میلیون دلاری ایران به «مردم فلسطین» (بی‌بی‌سی فارسی)
26. ↑  کمک مالی بیشتر ایران به فلسطینی‌ها (رادیو فردا)
27. ↑  جزییات کمک مالی ایران به فلسطینی‌ها (رادیو فردا)
28. ↑  «۴۰ میلیون دلار به اضافه دو نیروگاه برای اکوادور!». هم میهن. ۱۹ اسفند ۱۳۸۷. بایگانی‌شده از اصلی در ۱۱ مارس ۲۰۰۹. دریافت‌شده در ۸ مارس ۲۰۰۹.
29. ↑  «سفر رئیس جمهوری ایران به سه کشور آفریقایی»، بی بی سی فارسی، ۶ اسفند ۱۳۸۷ بازیابی‌شده در ۲۲ مارس ۲۰۰۹.
30. ↑  «سفری با دستاوردهای مبهم»، جمهوریت، ۷ اسفند ۱۳۸۷، بایگانی‌شده از اصلی در ۲۸ فوریه ۲۰۰۹، دریافت‌شده در ۲۳ مارس ۲۰۰۹ بازیابی‌شده در ۲۲ مارس ۲۰۰۹.
31. ↑  «سفر رئیس جمهوری ایران به سه کشور آفریقایی»، بی بی سی فارسی، ۶ اسفند ۱۳۸۷ بازیابی‌شده در ۲۲ مارس ۲۰۰۹.
32. 1 2 3 4 5 6 7 8 9 10  میزان کمک‌های ایران به کشورهای فقیر بایگانی‌شده  در ۹ فوریه ۲۰۱۱ توسط Wayback Machine در وب‌گاه روزنامه تفاهم (چهارشنبه ۱۲ دی ۱۳۸۶)
33. ↑  «کمک ۳۹٫۶ میلیون دلاری ایران برای راه اندازی یک ایستگاه رادیویی در زیمبابوه»، شهرزاد نیوز، ۱۳۸۶-۰۱-۱۸ بازیابی‌شده در ۲۲ مارس ۲۰۰۹.
34. ↑  «کمک چند میلیونی ایران به نیکاراگوئه»، دویچه وله، ۵ اوت ۲۰۰۷ بازیابی‌شده در ۲۲ مارس ۲۰۰۹.
35. ↑  «ارتگا از آمریکا هم تقاضای کمک مالی کرد»، بازتاب، ۸ شهریور ۱۳۸۶[پیوند مرده] بازیابی‌شده در ۲۲ مارس ۲۰۰۹.
36. ↑  «ادعای عجیب دیلی‌نیشن:  کنیایی‌ها قدر تخفیف احمدی‌نژاد را ندانستند»، تابناک، ۱۳ اسفند ۱۳۸۷، بایگانی‌شده از اصلی در ۲۷ مارس ۲۰۰۹، دریافت‌شده در ۲۳ مارس ۲۰۰۹ بازیابی‌شده در ۲۲ مارس ۲۰۰۹.